# آکاماتسو میتسوسوکه
آکاماتسو میتسوسوکه ((به ژاپنی: 赤松 満祐 Akamatsu Mitsusuke); ۱ ژانویهٔ ۱۳۸۱ – ۲۵ سپتامبر ۱۴۴۱) سامورایی اهل ژاپن بود. در سال ۱۴۴۱ وی آشیکاگا یوشی‌نوری، شوگون شوگون‌سالاری آشیکاگا را به قتل رساند. سپس وی مورد حمله نیروهای خاندان یامانا و خاندان هوسوکاوا قرار گرفت و مجبور به خودکشی شد.